# Wolfskinder (Film)
Wolfskinder ist ein deutscher Spielfilm aus dem Jahr 2013. Bei dem im Baltikum gedrehten Film führte Rick Ostermann Regie und schrieb auch das Drehbuch. Die Zum Goldenen Lamm Filmproduktion produzierte das historische Drama mit Unterstützung des Hessischen Rundfunks, ARTE und der Filmförderung Baden-Württemberg. Die Hauptrollen spielten Levin Liam und Helena Phil. Weltpremiere hatte Wolfskinder bei den 70. Internationalen Filmfestspielen von Venedig. Dort lief er in der Nebenreihe Orizzonti. Die deutsche Erstaufführung in den Kinos erfolgte am 28. August 2014 bzw. am 9. Mai 2014 beim Neiße Filmfestival in Großhennersdorf.
Der Film erzählt die Flucht einer mehrfach wechselnden Gruppe deutscher Kinder, die sich nach dem Ende des Zweiten Weltkriegs vor russischen Soldaten in Sicherheit zu bringen versuchen. Die Handlung des Films ist dabei bewusst so angelegt, dass der Zuschauer weder einen Überblick über die von den Kindern zurückgelegte Strecke, noch über die hierbei vergangene Zeit erhält.

## Handlung
Ostpreußen, Sommer 1946: Die Mutter von Hans (14 Jahre) und dessen kleinem Bruder Fritzchen (9 Jahre) stirbt durch Hunger und Entbehrung. Im Sterben liegend fordert sie ihre Söhne auf, sich immer an ihre Herkunft und ihre Namen zu erinnern, und gemeinsam einen Bauernhof in Litauen zu finden, auf dem sie als Familie bereits einmal waren. Sie mahnt Hans, der daran zweifelt, das ohne sie schaffen zu können, die Memel zu überqueren und sich dann an den Weg zu erinnern. Außerdem gibt sie ihm ein Amulett mit den Fotos seiner Eltern, damit sie den Bauern zeigen können, wer sie sind, und aufgenommen würden.
Als die Mutter kurz darauf stirbt, beginnt für die beiden Jungen eine Odyssee, auf der sie mehrfach andere Flüchtlingskinder treffen und wieder verlieren.
An der Memel angekommen sehen sie eine tote Frau neben einem verfallenen Kahn am Ufer liegen. Hans will dem Ufer bis zu einer Möglichkeit einer sicheren Überquerung folgen, da sein kleiner Bruder nicht schwimmen kann. Aber im gleichen Moment rennen zwei Mädchen, Christel und die jüngere Ruth, von Soldaten verfolgt, schreiend aus dem Wald genau auf sie zu und stürzen sich ins Wasser. Als Hans die Gefahr erkennt, läuft er mit Fritzchen ebenfalls ins Wasser, bringt ihn zu einem größeren Holzteil, ermahnt ihn, sich dort festzuklammern und schiebt ihn in den Fluss. Als die Soldaten beginnen, auf die Kinder zu schießen, wird Fritzchen von der Strömung erfasst und schnell abwärts getrieben. Die Soldaten beachten ihn aber nicht, sondern schießen auf Hans und die beiden Mädchen, die darum versuchen, so schnell wie möglich weit vom Ufer weg in Sicherheit zu kommen. Während Ruth getroffen wird und stirbt, erreichen Christel und Hans das gegenüberliegende Ufer und Hans kann seinen Bruder nur noch in der Ferne verschwinden sehen.
Als sie sich zügig vom Ufer entfernen, kommen ihnen im Wald Luise und ihr jüngerer Bruder Karl entgegen. Auf die Warnung, dass am Fluss Gefahr durch Soldaten lauert, erwidern sie, dass sie dort hingehen müssten, um ihre Tante zu treffen. In der Annahme, dass das die Tote am anderen Ufer sein dürfte, und um sie vor deren Anblick und der Gefahr durch Soldaten zu schützen, überzeugt Christel die beiden, dass dort niemand auf sie wartet und sie mit ihnen mitkommen sollten.
Auf ihrer Flucht trifft die Gruppe, die jetzt aus Hans, Christel, Luise und Karl besteht, auf einen kleinen Bauernhof. Als Karl durch einen Zaun geht, um etwas zu essen zu organisieren, werden die Kinder vom Bauern entdeckt. Er hetzt seinen Hund auf sie und Karl wird am Bein gebissen. Im Lauf der folgenden Tage kann er wegen seiner Verletzung immer schlechter laufen und Hans entscheidet, dass sie ihn irgendwo unterbringen müssten. Als sie kurz darauf einen Bauern auf einem Pferdewagen sehen, bietet Hans dem Bauern Karl für ein paar Äpfel an und Luise muss mitansehen, wie ihr kleiner Bruder auf dem Wagen davonfährt.
Als Hans eines Tages allein in einem Sumpf herumwatet, entdeckt er dort den kleinen Paul, der nur noch Strümpfe an den Füßen trägt, und den man nie ein Wort sprechen hört. Hans trägt ihn aus dem Sumpf zu den anderen beiden und ab dann wandern sie wieder zu viert weiter, wobei Paul der fehlenden Schuhe wegen die meiste Zeit von Hans getragen wird.
Während eines ausgelassenen Bades in einem See bemerken die Kinder zu spät, dass litauische Partisanen sie entdecken und am Ufer in Empfang nehmen. Die Partisanen geben den Kindern zu essen und nehmen sie mit in ihr Lager im Wald. Als die Kinder schlafen, versucht einer der Männer, Christel zu vergewaltigen. Als er sich an ihrer Kleidung zu schaffen macht, eskaliert die Situation: Christel wacht von den Berührungen auf, ist durch den über sie gebeugten Mann erschreckt und zieht ihr Taschenmesser, um sich zu wehren. Darauf wird der Mann aggressiv und es beginnt ein Gerangel um das Messer, wovon Hans aufwacht. Der nimmt sich ein herumliegendes Gewehr und gibt einen Schuss ab. Den aber hören Soldaten, die sich zufällig in der Nähe aufhalten, was in einer wilden Schießerei zwischen Partisanen und Roter Armee endet. Den vier Kindern gelingt es, unbeschadet zu fliehen, und dabei schließt sich ihnen der stumme russische Junge Alexej an, den sie im Lager kennengelernt hatten.
Die Gruppe besteht jetzt aus Hans, Christel, Luise, sowie den stummen Jungen Paul und Alexej, und wieder treffen sie auf einen Bauernhof. Diesmal befiehlt Hans den beiden Mädchen, am Weg auf sie zu warten, während er mit den beiden anderen Jungen das Gelände erkundet. Er entdeckt im Garten vor dem Bauernhaus drei Leichen und rennt zusammen mit den anderen beiden angewidert zurück zum Weg – aber die beiden Mädchen sind verschwunden. Noch bevor sie nach den beiden suchen können, hört Alexej Autos kommen, erkennt, dass diese zur Roten Armee gehören, und die drei müssen fliehen. Sie retten sich in ein sumpfiges Schilfgebiet, verfolgt von russischen Soldaten. Als Alexej einen Hustenanfall bekommt und es nicht schafft, ihn zu unterdrücken, hält Hans ihm Mund und Nase zu. Als er es riskiert, den Griff zu lockern, ist Alexej leblos, und so lassen er und Paul ihn im Schilf zurück, als die Soldaten fort sind.
Fortan sind nur noch Hans und Paul weiter zusammen unterwegs. Als sie in einer Fischerhütte Essen und Unterschlupf finden und vom zurückkehrenden Fischer entdeckt werden, bleibt Paul bei ihm und Hans zieht alleine weiter.
Schließlich und zufällig findet Hans seinen Bruder Fritzchen in Litauen wieder, doch der hat in der Zwischenzeit litauisch gelernt und sich an das Leben bei einem litauischen Bauernpaar gewöhnt. Zum Schutz hätte ihm das Paar den Namen Jonas gegeben, und bei ihnen würde er endlich täglich satt, aber sie würden nur ein einziges Kind aufnehmen – Hans müsse alleine weiterziehen. Hans versucht alles, um seinen Bruder dazu zu bewegen, ab jetzt wieder zusammen zu leben, wie von der Mutter aufgetragen. Er zeigt ihm das Amulett, erinnert ihn an den Bauernhof, den sie suchen sollen, an die Mahnung der Mutter, sich immer an ihre Herkunft und ihre Namen zu erinnern, und er, Hans Uwe Arendt, würde das befolgen. In dem Moment treffen Soldaten am Hof ein und Fritzchen läuft aus der Scheune, in der er seinen Bruder versteckt hielt. Die Soldaten betrachten Fritzchen skeptisch und sprechen ihn an. Aber mit seinen Kenntnissen versteht er, dass sie nach seinem Namen fragen, er antwortet nur kurz "Jonas", um sich nicht durch einen Akzent zu verraten, und sie lassen von ihm ab und gehen weiter zu der Scheune, aus der er gekommen war. Kurz darauf hört er von dort einen Schuss. Er gibt sich alle Mühe, sich die Sorge um seinen Bruder nicht anmerken zu lassen, aber dann sieht er, wie sie ein totes Schwein heraus zu ihrem Fahrzeug tragen. Er läuft in die Scheune und sein Bruder ist fort, aber er findet noch das Amulett an der Stelle, an der die beiden sich gerade eben noch unterhalten hatten.
Der Film endet mit kurzen Einstellungen, die den weiteren Weg von Hans andeuten.

## Kritiken
„Sie werden einander Trost spenden und sich helfen inmitten einer Landschaft, die ein trügerisches Idyll ist. Die Schönheit der Natur, die Regisseur Rick Ostermann in poetischen Bildern einfängt, wirkt wie ein Widerspruch in einer Geschichte, in der es ums nackte Überleben geht. Aber es sind genau diese Bilder, in denen sich die Unschuld und die Unverdorbenheit der Kinder spiegeln. Ein starkes Debüt, dessen verstörende Intensität noch lange nachwirkt.“

„Die Existenzangst der Kinder widersetzt sich dem gesprochenen Wort. Stattdessen sprechen die verdreckten Gesichter und sehnigen Körper von Levin Liam und Patrick Lorenczat als Hans und Fritzchen Bände, zusammen mit den jungen Darstellern der anderen Kinder, die sich auf der Flucht finden und wieder verlieren.“

„Zu den großen Stärken von Wolfskinder gehört seine Sprachlosigkeit. An vielen Stellen bleiben die Kinder, die sich gegenseitig bei der Flucht helfen, stumm. Das ist schon auf der Ebene des Schauspiels ein Vorteil. Und es verringert die psychologische Last des ohnehin schwerfälligen Stoffs. Wer schweigt, kann nichts Falsches sagen.“

„So ähnlich wie beim Erinnern werden Schlüsselmomente aneinandergereiht, wobei manche überdeutlich ausgeführt und andere gewollt lakonisch gehalten werden: Trennungen ohne Abschied, herumliegende Leichen, Schüsse ohne Grund. Dazu kommen die betörenden Naturaufnahmen, die geeignet sind, touristisches Interesse zu wecken. Dieser Film strebt einerseits nach Ästhetik, Allgemeingültigkeit und Symbolkraft, und andererseits beansprucht er Authentizität.“

## Auszeichnungen
Am 3. Juli 2014 erhielt Rick Ostermann in München für Wolfskinder den Nationalen Nachwuchspreis des Friedenspreises des deutschen Films.

## Trivia
Ruth ist im Film und im Nachspann Ruth genannt, in der offiziellen Besetzungsliste aber Rath.
Luise ist im Film und in dessen offiziellem Schul-Begleitmaterial Luise genannt, in  der offiziellen Besetzungsliste und im Nachspann aber Asta.